# Tour des Flandres 1932
Le Tour des Flandres 1932 est la seizième édition du Tour des Flandres. La course a lieu le 13 mars 1932, avec un départ à Gand et une arrivée à Wetteren sur un parcours de 227 kilomètres.
Le vainqueur final est le coureur belge Romain Gijssels, qui s’impose en solitaire à Wetteren. Il s'agit de la deuxième victoire consécutive de Gijssels sur la classique. Les Belges Alfons Deloor et Alfred Hamerlinck complètent le podium.

## Monts escaladés
- Quaremont (Nouveau Quaremont)
- Kruisberg
- Edelareberg

## Classement final
|    | Coureur            | Pays     | Équipe         | Temps           |
| -- | ------------------ | -------- | -------------- | --------------- |
| 1  | Romain Gijssels    | Belgique | Dilecta-Wolber | 6 h 29 min 00 s |
| 2  | Alfons Deloor      | Belgique | Daemers        | + 3 min 15 s    |
| 3  | Alfred Hamerlinck  | Belgique | Dilecta-Wolber | + 4 min 30 s    |
| 4  | Jean Aerts         | Belgique | Alcyon-Dunlop  | + 4 min 30 s    |
| 5  | Félicien Vervaecke | Belgique | Labor          | + 4 min 30 s    |
| 6  | Jan-Jozef Horemans | Belgique | Dilecta-Wolber | + 4 min 30 s    |
| 7  | Cesar Bogaert      | Pays-Bas | Demol          | + 5 min 30 s    |
| 8  | Frans Bonduel      | Belgique | Dilecta-Wolber | + 5 min 30 s    |
| 9  | Léon Tommies       | Belgique | Alcyon-Dunlop  | + 5 min 30 s    |
| 10 | Léopold Roosemont  | Belgique | Alcyon-Dunlop  | + 5 min 30 s    |